# Tzácio I

Mapa do Reino de Lázica.

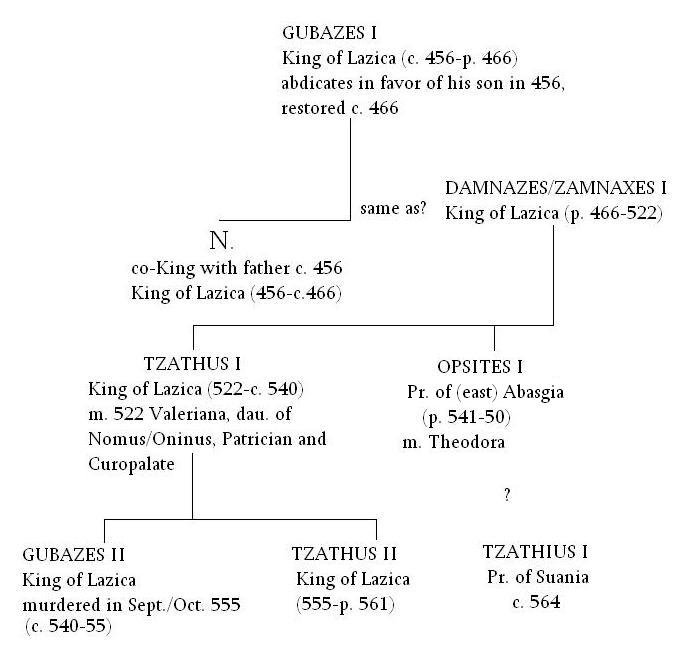
Tentativa de Cyril Toumanoff de reconstruir a árvore genealógica dos reis de Lázica.

Tzate I (em georgiano: წათე), ou Tzácio (em grego: Τζάθιος) em fontes bizantinas, foi rei de Lázica (Geórgia ocidental) de 521/522 até data desconhecida. Ele rejeitou a soberania do xá sassânida Cavades I (r. 488–496; 499–531) e virou-se para a o imperador bizantino Justino I (r. 518–527) por ajuda.

## Biografia
Tzácio foi o filho de Damnazes, de quem quase nada se sabe. Após a morte de seu pai, em 521 ou 522, se recusou a reconhecer a tradicional suserania exercida pelo governante persa sobre Lázica, e em vez disso voltou-se para o Império Bizantino. Foi para Constantinopla, onde foi recebido pelo imperador Justino I, batizado como um cristão, e casado com uma mulher nobre, Valeriana. Após ter recebido uma insígnia e as vestes reais que significavam seu estatuto real e sua submissão ao imperador, voltou para Lázica. Tzácio é mencionado pela última vez com a eclosão da Guerra Ibérica em 527, quando Lázica foi atacada pelos persas, que tinha facilmente superados os ibérios revoltosos. Pediu ajuda ao imperador Justiniano (r. 527–565), que já havia sucedido seu tio Justino. Justiniano respondeu enviando um exército, permitindo que Lázica resistisse aos persas com sucesso.
O professor Cyril Toumanoff tem conjecturado que Tzácio reinou até pelo menos ca. 540, quando foi sucedido por seu possível filho, Gubazes II (r. 541–555). Opsites, um tio de Gubazes, é mencionado pelo historiador bizantino do século VI Procópio de Cesareia como "reis dos lazes" em uma ocasião e como príncipe da Abásgia Oriental em outra. Se de fato era um rei, o reinado de Opsites pode ser colocado entre os de Tzácio e Gubazes. Toumanoff, contudo, assume que Opsites foi um membro da família real laze e príncipe de Abásgia, mas nunca um rei de Lázica, então fazendo Gubazes um sucessor direto de Tzácio.